# Belval, Manche

Belval este o comună în departamentul Manche, Franța. În 1 ianuarie 2022 avea o populație de 334 de locuitori.